# Neneca (voleibolista, 1988)
Alessandra Januário dos Santos, mais conhecida como Neneca (Rio de Janeiro, 13 de abril de 1988) é uma voleibolista indoor brasileira, canhota, atuante na posição de Oposta e Ponteira e participou da seletiva a Seleção Brasileira nas categorias de base. Em clubes foi vice-campeã do Torneio Internacional Top Volley em 2010 na Suíça e conquistou a medalha de ouro no Campeonato Sul-Americano de Clubes em 2014 no Brasil e no mesmo ano o bronze no Campeonato Mundial de Clubes em Zurique.

## Carreira
Neneca começou a praticar voleibol em 1999, convidada por sua prima, passou a frequentar a escolinha de vôlei do Tijuca Tênis Clube, sem nenhum contato anterior com a modalidade, aprendendo cada fundamento, aperfeiçoando a cada fase.
No ano de 2004 foi convocada para Seleção Brasileira na categoria infanto-juvenil e por erro médico foi afastada do grupo, os médicos da comissão técnica da CBV que emitiu um laudo considerando a atleta com “Traço Falciforme” foi cortada, tal fato tomou uma repercussão até mesmo entre os políticos, chegando a ser discutido na Assembleia Legislativa do Rio de Janeiro; estes encaminhando pareceres, não só brasileiros como dos Estados Unidos, aos então Ministros da Saúde e dos Esportes, Humberto Costa e Agnelo Queiroz Filho solicitando sua reintegração a equipe. Neneca também integrou a Seleção Carioca nas categorias de base e obteve muitos títulos pelo Tijuca Tênis Clube, inclusive o título carioca juvenil.
Com apoio do então Deputado Carlos Minc, a CBV em coletiva na pessoa do presidente da entidade da época, Ary Graça, tal coletiva com a presença da atleta, ocorrida em 6 de maio de 2004, assumiu a falha do diagnóstico dado à atleta para qualquer prática esportiva, sendo reintegrada aos treinamentos da Seleção Brasileira de base.
Após o corte da seleção declarou sua decepção com o caso e quase abandonou a carreira que iniciava, mas seu primeiro técnico ainda nas categorias de base do Tijuca Tênis Clube, Julinho, após várias tentativas insistindo seu regresso, então decide voltar e passa atuar no time catarinense de Jaraguá do Sul.Ainda em sua carreira nas categorias de base defendeu o Sesi Esporte/Uberlândia onde conquistou o Campeonato Mineiro na categoria juvenil.
Na temporada 2007-08 é contratada pelo Medley Banespa e conquistou o título do Campeonato Paulista Juvenil de 2007 e disputa a Superliga Brasileira A correspondente, desfalcou por seis semanas após torção no tornozelo nas quartas de final e sua equipe encerrou na sétima colocação.
Permaneceu no Medley/Banespa para as competições de 2008-09  e contribuiu para equipe avançar as semifinais da Copa São Paulo de 2008 e também para disputar as semifinais do Campeonato Paulista do mesmo ano e disputou por este clube a Superliga Brasileira A 2008-09, avançou até as quartas de final.
No final da temporada no Medley/Banespa teve problemas financeiros com o clube e precisou abandonar o clube. Teve a oportunidade de treinar na equipe do Rexona/Ades no Rio de Janeiro e ainda teve a oportunidade de sua primeira experiência internacional na Espanha, atuando pelo CV Aguere.
Neneca migrou para cidade de Araçatuba para atuar pelo Vôlei Futuro para a jornada esportiva 2009-10, e foi vice-campeã dos Jogos Abertos do Interior de Santo André 2009, no mesmo ano foi vice-campeã do Torneio Internacional Top Volley sediado na Suíça e disputou a edição desta jornada da Superliga Brasileira A e outra vez disputa por um clube as quartas de final e encerrou em quinto lugar.
Em mais uma temporada pelo Vôlei Futuro, Neneca disputou as competições do período esportivo 2010-11 conquistando o vice-campeonato paulista de 2010 e esteve no grupo que avançou as semifinais da Superliga Brasileira A 2010-11 e encerrou com o bronze da edição.
Transferiu-se para o Macaé Sports e competiu por este na jornada 2011-12, atuando como Ponteira, foi vice-campeã carioca sob o comando do Chicão e esteve no grupo que avançou as semifinais da Superliga Brasileira A 2010-11 e junto com a equipe encerrou na penúltima posição, ou seja, apenas na décima primeira posição da Superliga Brasileira A correspondente.
Foi contratada pelo time catarinense do Rio do Sul/Unimed/Delsoft contribuiu para equipe avançar a grande final da competição e conquistou o título catarinense de 2012.Em 2012 representou o clube nos Jogos Abertos de Santa Catarina (Jasc) na modalidade de vôlei de praia; também ajudou sua equipe a classificar as quartas de final da Superliga Brasileira A 2012-13 e encerrou na oitava colocação. Nessa temporada foi eleita a MELHOR sacadora da Superliga Feminina A.
Reforçou a equipe do Sesi-SP na temporada 2013-14 conquistou o vice-campeonato paulista de 2013, mesma colocação obtida na Copa Brasil de 2014 em Maringá-Paraná obtendo a qualificação para o Campeonato Sul-Americano de Clubes de 2014, este sediado em Osasco-Brasil e conquistou o título nessa edição qualificando sua equipe pela primeira vez ao Campeonato Mundial de Clubes de 2014 sediado na Zurique-Suíça.
Disputou pelo Sesi/SP a Superliga Brasileira A 2013-14 e com equipe avançou a grande final da edição encerrando com o vice-campeonato. Neneca foi Inscrita pela equipe do Sesi/SP no Campeonato Mundial de Clubes de 2014 em Zurique e foi semifinalista nesta edição, conquistando a medalha de bronze.
Na temporada seguinte 14/15 voltou a equipe de Rio do Sul, dessa vez dirigida pelo técnico Spencer ao qual já havia tido experiência de trabalhar com ele nas categorias de base quando atuou pelo SESI Uberlândia. Além dos campeonatos da temporada em que atuou por Rio do Sul em 12/13, também disputaram a Copa Dentil de Vôlei na cidade de Uberlândia.
Na temporada 15/16 a Neneca vivenciou sua segunda experiência internacional. A atleta está defendeu a equipe do Volley Köniz da Suíça. Disputando os campeonatos da CEV Cup, Swiss Volley e outros campeonatos regionais. Foi a maior pontuadora (TopScorer) pela equipe Suíça.
Na temporada 16/17, a atleta decidiu permanecer no exterior. Dessa vez está jogando na Turquia pela equipe da província de Balikesir.

## Títulos e resultados
- 2016 - Campeã dos Jogos Abertos - Piracicaba/SP
- 2015-16 - Maior Pontuadora (TopScorer) pela equipe do Volley Köniz da Suíça
- 2015-16 - 4ª Maior Pontuadora da CEV Cup - Fase de Classificação
- 2015-16 - 4ª Maior Pontuadora do Campeonato Suíço - Swiss Volley
- 2015-16 - Vice Campeã da SUPERCUP pelo Volley Köniz da Suíça
- 2014-Campeã da Copa Brasil[28]
- 2013-14– Vice-campeã da Superliga Brasileira A[31]
- 2013-Vice-campeã do Campeonato Paulista[27]
- 2012-13– 8º lugar da Superliga Brasileira A[26]
- 2012-Campeã do Campeonato Catarinense[24]
- 2011-12– 11º lugar da Superliga Brasileira A [22]
- 2011-Vice-campeã do Campeonato Carioca[21]
- 2010-11– 3º lugar da Superliga Brasileira A
- 2010-Vice-campeã do Campeonato Paulista[19]
- 2009-10– 5º lugar da Superliga Brasileira A
- 2009- Vice-campeã do Jogos Abertos de Santo André [18]
- 2007-Campeã do Campeonato Paulista Juvenil [4][7]
- 2007-08– 7º lugar da Superliga Brasileira A [10]
- 2005-Campeã do Campeonato Mineiro Juvenil [4]
- 2004-Campeã do Campeonato Carioca Juvenil [4]

## Premiações Individuais
MELHOR SAQUE - Superliga Feminina de Vôlei 12/13 - Rio do Sul/SC[carece de fontes?]

## Ligações Externas
- Profile Alessandra Januário (en)